# قائمة الحالات التي تصاحب تعظم الدروز الباكر
تعظم الدروز الباكر- وهي حالة تلتحم فيها خيوط الرأس (المفاصل الليفية بين عظام الجمجمة) قبل الأوان؛ مما يؤدي إلى تغير شكل الرأس، ويمكن رؤيتها في حالات متعددة، كما هو موضح أدناه. ويختلف مستوى الإصابة باختلاف الحالة ويمكن أن يتراوح من التصاق الدروز(والتي هي بمثابة اشرطة من الأنسجة التي تربط عظام الجمجمة) الباكر البسيط بخياطة واحدة إلى التصاق الدروز الباكر الكبير متعدد الخياطة.

## 0-9
| حالة                         | صورة | الغرز المتأثرة | شكل الجمجمة | ملحوظات                                                   | مصادر       |
| ---------------------------- | ---- | -------------- | ----------- | --------------------------------------------------------- | ----------- |
| متلازمة 3MC                  |      |                |             | طيف من 4 متلازمات: كارنيفالي، مينجاريلي، مالبوش، وميشيلز. | [ 1 ] [ 2 ] |
| متلازمة الوجه الشبيه بالقناع |      |                |             | صغر الرأس                                                 | [ 3 ]       |
| متلازمة فرط نمو              |      |                |             | ضخامة الرأس؛ لا تظهر في جميع الحالات.                     | [ 4 ]       |

## أ
| الحالة                                                                                   | صورة | الغرز المتأثرة | شكل الجمجمة                                   | ملاحظات                                                         | مصادر         |
| ---------------------------------------------------------------------------------------- | ---- | -------------- | --------------------------------------------- | --------------------------------------------------------------- | ------------- |
| تضخم الرأس وكثرة الأصابع                                                                 |      |                |                                               |                                                                 | [ 5 ]         |
| اعتلال الرأس الملتصق بالأصابع من النوع الأول (متلازمة أبير)                              |      | تاجي سهمي      | قصر الرأس                                     | تتمبز بألتهاب أصابع اليدين والقدمين، وعرف عادة بمتلازمة أبير    | [ 6 ]         |
| اعتلال الراس الملتصق بالأصابع من النوع الرابع                                            |      |                |                                               | تعرف عادة بمتلازمة جودمان، وتصنف الآن على أنها متلازمة كاربينتر | [ 7 ] [ 8 ]   |
| خلل التصاق الأصابع من النوع الثالث                                                       |      |                |                                               | والتي تعرف عادة بمتلازمة ساكاتي نيهان تسدال                     | [ 9 ]         |
| خلل التنسج القحفي الوجهي                                                                 |      |                |                                               |                                                                 | [ 10 ]        |
| متلازمة الابهام المقرب                                                                   |      |                |                                               | صغر الرأس                                                       | [ 11 ]        |
| نقص غاما غلوبولين الدم - صغر الرأس - انغلاق الجمجمة المبكر - متلازمة التهاب الجلد الشديد |      |                |                                               | صغر الرأس                                                       | [ 12 ]        |
| متلازمة تمدد الأوعية الدموية وهشاشة العظام                                               |      |                |                                               | يتم تصنيفها عادة على أنها نوع LDS 1C                            | [ 13 ]        |
| متلازمة أنتلي بكسلر                                                                      |      | أكليكي         | جمجمة قصيرة الرأس، جمجمة على شكل ورقة البرسيم | ضخامة الرأس أو صغر الرأس                                        | [ 14 ] [ 15 ] |
| خلل تكوين المخيخ خارج الدماغ                                                             |      |                |                                               |                                                                 | [ 16 ]        |
| اعوجاج المفاصل، والحنك المشقوق، وتعظم الدروز الباكر، وضعف النمو العقلي (ACCIID)          |      |                | الرأس الواهن الرأس المثلثي                    |                                                                 | [ 17 ]        |
| اعتلال الرأس والأصابع                                                                    |      |                |                                               |                                                                 | [ 18 ]        |
| الإعاقة الذهنية السائدة جسمياً- تشوهات الوجه والجمجمة- متلازمة العيوب القلبية             |      |                | تشوه الراس                                    | صغر الرأس                                                       | [ 19 ]        |
| تصخر العظم المتنحي الجسدي (TCIRG1)                                                       |      |                |                                               | ضخامة الراس                                                     | [ 20 ]        |

## ب
| حالة                                  | صورة   | الغرز المتأثرة | شكل الجمجمة                | ملحوظات                                                                                  | مصادر  |
| ------------------------------------- | ------ | -------------- | -------------------------- | ---------------------------------------------------------------------------------------- | ------ |
| متلازمة بالير-جيرولد                  | </img> | سهمي، إكليلي   | قصر الرأس                  |                                                                                          | [ 21 ] |
| متلازمة بير ستيفنسون الجلدية المتلوية | </img> |                | جمجمة على شكل ورقة البرسيم |                                                                                          | [ 22 ] |
| متلازمة خلل تنسج العظام المنحنية      |        | إكليلي         |                            |                                                                                          | [ 23 ] |
| متلازمة بونمان-ماينكي-رايخ            |        |                |                            | تم وصفه في مجموعتين من الأشقاء في عائلتين مختلفتين؛ وتم الإبلاغ عنه آخر مرة في عام 1991. | [ 24 ] |
| قصر السلاميات، تعدد الأصابع           |        |                |                            | صغر الرأس                                                                                | [ 25 ] |

## ج
| الحالة                                                                                            | صورة | الغرز المتأاثرة                          | شكل الجمجمة                                                    | ملاحظات                                                                    | مصادر                              |
| ------------------------------------------------------------------------------------------------- | ---- | ---------------------------------------- | -------------------------------------------------------------- | -------------------------------------------------------------------------- | ---------------------------------- |
| متلازمة القلب القحفي من نوع فايفر                                                                 |      | سهمي                                     |                                                                |                                                                            | [ 26 ]                             |
| متلازمة كاربينتر                                                                                  |      | تاجي سهمي                                | رأس قصير رأس مضاعف رأس مثلثي                                   | يصنف أيضًا على أنه خلل في تناسق الرأس وأصابع القدم من النوع الثاني          | [ 27 ] [ 28 ] [ 29 ]               |
| متلازمة سيباليد                                                                                   |      |                                          | راس قصير رأس طويل راس مائل راس مسطح                            |                                                                            | [ 30 ]                             |
| متلازمة الدماغ والقولون والأنف                                                                    |      |                                          | قصر الراس                                                      | ضخامة الرأس                                                                | [ 31 ]                             |
| متلازمة شار                                                                                       |      |                                          |                                                                |                                                                            | [ 32 ]                             |
| نقص فوسفات الدم في مرحلة الطفولة                                                                  |      |                                          | إنحناء الرأس                                                   |                                                                            | [ 33 ]                             |
| متلازمة مضاعفة الكرموسوم 5p13                                                                     |      |                                          | راس قصير رأس مقوس                                              | ضخامة الرأس                                                                | [ 34 ]                             |
| متلازمة الجمجمة على شكل ورقة البرسيم                                                              |      |                                          | جمجمة على شكل ورقة البرسيم                                     |                                                                            | [ 35 ]                             |
| متلازمة خلل التنسج الصدري الخانق على شكل جمجمة على شكل ورقة البرسيم                               |      |                                          | جمجمة على شكل ورقة البرسيم                                     | آخر حالة تم الإبلاغ عنها قي 1987م                                          | [ 36 ]                             |
| جمجمة البرسيم متلازمة التشوهات الخلقية المتعددة                                                   |      |                                          | جمجمة على شكل ورقة البرسيم                                     | تم مشاهدتها في ثلاثة أشقاء من عائلة واحدة                                  | [ 37 ]                             |
| التقلصات والأجنحة ومتلازمة اندماج الفقرات العظمية الكبيرة                                         |      |                                          |                                                                | صغر الرأس                                                                  | [ 38 ]                             |
| متلازمة كول كاربنتر                                                                               |      | أكليلي                                   | توريسفاليا                                                     | ضخامة الرأس                                                                | [ 39 ] [ 40 ] [ 41 ]               |
| خلل تنسج الأيم الطاهر في الجمجمة                                                                  |      | سهمي                                     | جمجمة على شكل ورقة البرسيم، انحناء الرأس، انحناء الراس الزورقي | ضخامة الراس                                                                | [ 42 ] [ 43 ] [ 44 ] [ 45 ] [ 46 ] |
| تشوه الوجه والجمجمة وتشوهات الهيكل العظمي وضعف النمو العقلي                                       |      |                                          | قصر الرأس                                                      | ضخامة الراس أو صغر الرأس                                                   | [ 47 ]                             |
| خلل التنسج القحفي الوجهي                                                                          |      | لامبادي (ثنائي) سهمي (خلقي)              | قصر الراس                                                      |                                                                            | [ 48 ]                             |
| خلل التسج القحفي الوجهي متلازمة هشاشة العظام                                                      |      |                                          | قصر الرأس                                                      |                                                                            | [ 49 ]                             |
| خلل تنسج الفص الجبهي الأنفي                                                                       |      |                                          |                                                                | أقل من عشر حالات معروفة تم وصفها                                           | [ 50 ]                             |
| متلازمة الجمجمة الحبهية الأنفية                                                                   |      | أكليكي                                   | قصر الرأس                                                      |                                                                            | [ 51 ]                             |
| كرانيورينى                                                                                        |      |                                          |                                                                |                                                                            | [ 52 ]                             |
| تعظم الدروز الباكر نوع بوسطن (MSX2)                                                               |      | أكليلي                                   | رأس قصير، رأس مثلثي                                            | يعتبر عادة غير متلازمي                                                     | [ 53 ]                             |
| تعظم الدروز الباكر(ALX4)                                                                          |      |                                          |                                                                | بسبب حساس وعادة ما يعتبر غير متلازمي                                       | [ 54 ]                             |
| انقباض القحف (ZIC1)                                                                               |      |                                          | راس قصير، راس مائل                                             | يمكن أن يتميز ايضًا بتأخر إغلاق الخياطة وصغر الرأس وعادة ما يعد غير متلازمي | [ 55 ]                             |
| تعظم الدروز الباكر(SMAD6)                                                                         |      |                                          |                                                                | يعبر عادة غير متلازمي                                                      | [ 56 ]                             |
| تعظم الدروز الباكر(TWIST1)                                                                        |      | تاجي (أحادي الجانب الأيمن) سهمي          | راس طويل، رأس زتعرج، رأس مائل، رأس مقوس                        | يعتبر عادة غير متلازمي                                                     | [ 57 ]                             |
| تعظم الدروز الباكر(TCF12)                                                                         |      | تاجي، سهمي                               |                                                                | يعتبر عادة غير متلازمة                                                     | [ 58 ]                             |
| تعظم الدروز الباكر(ERF)                                                                           |      | أكليكي، الألتحام السهمي                  |                                                                | ضخامة الرأس وعادة ما يعتبر متلازمة                                         | [ 59 ]                             |
| تعظم الدروز الباكر وتشوهات الأسنان                                                                |      | تاجي سهمي                                | راس قصير، رأس طويل، راس زاحف، رأس مائل، راس مثلثي.             |                                                                            | [ 60 ]                             |
| تعظم القحف الباكر مع تشوهات في قاعة الجمجمة والأصابع                                              |      |                                          |                                                                |                                                                            | [ 61 ]                             |
| تعظم القحف الباكر مع تشوهات العين والعيوب الهلوسية                                                |      |                                          |                                                                |                                                                            | [ 62 ]                             |
| تعظم الدروز الباكر نوع أديلايد                                                                    |      |                                          |                                                                |                                                                            | [ 63 ]                             |
| تعظم الدروز الباكر نوع فلادلفيا                                                                   |      | سهمي                                     | انحناء الراس                                                   | اختراق سهمي متغير لالتضاق الدروز الباكر                                    | [ 64 ]                             |
| تعظم الدروز الباكر- تشوهات الشرج متلازمة تقرن القحف                                               |      | تاجي سهمي                                | قصر الرأس                                                      |                                                                            | [ 65 ]                             |
| تعظم الدروز الباكر شوه داندي ووكر متلازمة أستسقاء الرأس                                           |      | سهمي                                     | انحناء الراس                                                   |                                                                            | [ 66 ]                             |
| متلازمة تعظم الدروز الباكر عدم تنسج الشظية                                                        |      |                                          |                                                                |                                                                            | [ 67 ]                             |
| انقباض الدروز الباكر استسقاء الرأس تشوه أرنولد كلاري من النوع الأول متلازمة انقباض الكعبرة والزند |      | سهمي                                     | تزحلق الرأس                                                    |                                                                            | [ 68 ]                             |
| متلازمة انفصال الدروز الباكر والاعاقة الفكرية                                                     |      |                                          |                                                                |                                                                            | [ 69 ]                             |
| متلازمة تعظم الدروز الباكر الإعاقة الذهنية الانشاق                                                |      |                                          |                                                                | صغر الرأس                                                                  | [ 70 ]                             |
| متلازمة تعظم الدروز الباكر- التكلسات داخل الجمجمة                                                 |      |                                          |                                                                | صغر الرأس                                                                  | [ 71 ]                             |
| خلل تنسج الجمجمة والدماغ                                                                          |      |                                          |                                                                |                                                                            | [ 72 ]                             |
| متلازمة كروزون                                                                                    |      | تاجي سهمي                                | قصر الرأس                                                      | يصنف أيضًا على أنه نوع من متلازمة ازدواج الرأس والأصابع النوع الثاني        | [ 73 ] [ 74 ]                      |
| متلازمة كروزون متلازمة الأكانثوزيس الأسود                                                         |      |                                          | ثصر الرأس                                                      |                                                                            | [ 75 ]                             |
| متلازمة كاري جونز                                                                                 |      | أكليكي آحادي الجانب وأحيانًا ثنائي الجانب |                                                                |                                                                            | [ 76 ]                             |
| الجلد المرهل وراثي متنحي النوع 2E                                                                 |      |                                          |                                                                |                                                                            | [ 77 ]                             |

## د
| حالة                                                            | صورة | الغرز المتأثرة | شكل الجمجمة                  | ملحوظات   | مصادر  |
| --------------------------------------------------------------- | ---- | -------------- | ---------------------------- | --------- | ------ |
| متلازمة DEGCAGS                                                 |      |                | تشوه الرأس                   | صغر الرأس | [ 78 ] |
| تأخر في النمو مع قصر القامة وتشوهات في ملامح الوجه وتساقط الشعر |      |                | الرأس الزورقي، الرأس المثلثي |           | [ 79 ] |
| متلازمة الحذف البعيد                                            |      |                | انحناء الرأس                 | صغر الرأس | [ 80 ] |
| أحادي الصبغي البعيد                                             |      |                |                              |           | [ 81 ] |
| التثلث الصبغي البعيد                                            |      |                |                              | صغر الرأس | [ 82 ] |
| التثلث الصبغي البعيد                                            |      |                |                              | صغر الرأس | [ 83 ] |
| العصب السمعي البعيد                                             |      |                |                              |           | [ 84 ] |

## هـ
| حالة                                       | صورة | الغرز المتأثرة | شكل الجمجمة | ملحوظات     | مصادر  |
| ------------------------------------------ | ---- | -------------- | ----------- | ----------- | ------ |
| متلازمة إيلرز دانلوس، النوع الفقاري المعيب |      |                |             | ضخامة الرأس | [ 85 ] |

## ف
| حالة                                                          | صورة | الغرز المتأثرة | شكل الجمجمة                          | ملحوظات                                  | مصادر  |
| ------------------------------------------------------------- | ---- | -------------- | ------------------------------------ | ---------------------------------------- | ------ |
| متلازمة الرأس الزورقي العائلية من نوع ماكجيليفراي             |      |                | انحناء الرأس                         |                                          | [ 86 ] |
| متلازمة فونتين بروجيرويد                                      |      | إكليلي         | رأس قصير، رأس متقوس                  | صغر الرأس                                | [ 87 ] |
| خلل تنسج العضلة الجبهية الأمامية للمشط                        |      |                |                                      | جزء من طيف متلازمة الأذن والحنك والأصابع | [ 88 ] |
| خلل التنسج الجبهي الأنفي مع الثعلبة وتشوهات الأعضاء التناسلية |      |                | الرأس القصير، الرأس الوارب (الأمامي) | صغر الرأس                                | [ 89 ] |

## ج
| حالة                                | صورة | الغرز المتأثرة | شكل الجمجمة                                | ملحوظات                       | مصادر  |
| ----------------------------------- | ---- | -------------- | ------------------------------------------ | ----------------------------- | ------ |
| متلازمة جلاس-تشابمان-هوكلي          |      | إكليلي         |                                            | لم يظهر إلا في عائلة واحدة.   | [ 90 ] |
| متلازمة جوميز لوبيز هيرنانديز       |      |                | رأس قصير، رأس متقوس                        |                               | [ 91 ] |
| متلازمة جريج لالتصاق الرأس والأصابع |      |                | الرأس المنحني/الرأس الزورقي، الرأس المثلثي | تأخر إغلاق الغرز، ضخامة الرأس | [ 92 ] |

## ح
| حالة                                                   | صورة | الغرز المتأثرة | شكل الجمجمة          | ملحوظات   | مصادر         |
| ------------------------------------------------------ | ---- | -------------- | -------------------- | --------- | ------------- |
| متلازمة هارتسفيلد- بيكسلر- ديميير                      |      |                |                      | صغر الرأس | [ 93 ]        |
| متلازمة انغلاق الدماغ الأمامي - انغلاق الدروز المبكر   |      | إكليلي         |                      |           | [ 94 ]        |
| انغلاق الدروز المبكر لدى هانتر-ماك ألبين               |      |                |                      |           | [ 95 ]        |
| متلازمة العدوى المتكررة بفرط IgE                       |      |                | تزحلق الرأس          |           | [ 96 ] [ 97 ] |
| قصور الغدد التناسلية دماغي المنشأ(TCF12)               |      | إكليلي (ثنائي) | تشوه الرأس (الأمامي) |           | [ 98 ]        |
| خلل التنسج الوجهي القحفي تحت الفك السفلي               |      | إكليلي         |                      |           | [ 99 ]        |
| الكساح الناتج عن نقص فوسفات الدم، وراثي متنحي ( DMP1 ) |      |                |                      |           | [ 100 ]       |

## أ
| حالة                                                                                    | صورة | الغرز المتأثرة | شكل الجمجمة         | ملحوظات                  | مصادر   |
| --------------------------------------------------------------------------------------- | ---- | -------------- | ------------------- | ------------------------ | ------- |
| متلازمة الصورة                                                                          |      |                |                     | ضخامة الرأس              | [ 101 ] |
| نقص فوسفات الدم عند الأطفال                                                             |      |                |                     |                          | [ 102 ] |
| اضطراب النمو الفكري مع سمات التوحد وتأخر اللغة، مع أو بدون نوبات صرع                    |      |                |                     | صغر الرأس                | [ 103 ] |
| الإعاقة الفكرية، الصبغية الجسدية السائدة ( TLK2 )                                       |      |                |                     | صغر الرأس                | [ 104 ] |
| الإعاقة الفكرية، متلازمة مرتبطة بالكروموسوم X، نوع تيرنر ( HUWE1 )                      |      |                | رأس قصير، رأس مثلثي | ضخامة الرأس أو صغر الرأس | [ 105 ] |
| الإعاقة الذهنية - نقص التوتر العضلي - قصر الرأس - تضيق البواب - متلازمة عدم وجود الخصية |      |                | قصر الرأس           |                          | [ 106 ] |

## ج
| حالة                | صورة | الغرز المتأثرة | شكل الجمجمة | ملحوظات | مصادر   |
| ------------------- | ---- | -------------- | ----------- | ------- | ------- |
| متلازمة جاكسون وايس |      |                |             |         | [ 107 ] |

## ل
| حالة                                                      | صورة | الغرز المتأثرة | شكل الجمجمة  | ملحوظات   | مصادر                                   |
| --------------------------------------------------------- | ---- | -------------- | ------------ | --------- | --------------------------------------- |
| متلازمة لارسن من النوع B3GAT3                             |      |                | قصر الرأس    |           | [ 108 ]                                 |
| متلازمة خلل التنسج الهيكلي - الفتق الدماغي القذالي القاتل |      |                | قصر الرأس    |           | [ 109 ]                                 |
| متلازمة لويز ديتز                                         |      |                | انحناء الرأس |           | [ 110 ] [ 111 ] [ 112 ] [ 113 ] [ 114 ] |
| متلازمة لوري-ماكلين                                       |      |                |              | صغر الرأس | [ 115 ]                                 |

## م
| الحالة                                                                 | صورة | الغرز المتأثرة | شكل الجمجمة                | ملاحظات                                                   | مصادر   |
| ---------------------------------------------------------------------- | ---- | -------------- | -------------------------- | --------------------------------------------------------- | ------- |
| بروز تافك السفلي                                                       |      |                |                            |                                                           | [ 116 ] |
| ملازمة مارشال سميث                                                     |      |                | إنحناء الراس               |                                                           | [ 117 ] |
| متلازمة ماير جورالين                                                   |      |                | سهمي                       | صغر الراس تقدمي                                           | [ 118 ] |
| خلل تنسج العظمة العظيمة الطرفية                                        |      |                |                            |                                                           | [ 119 ] |
| متلازمة خلل تنسج الغضروف الميتافيزيقي                                  |      |                |                            | ضخامة الرأس                                               | [ 120 ] |
| متلازمة صغر الراس وصغر الأطراف                                         |      |                |                            | صغر الرأس                                                 | [ 121 ] |
| أحادية الصبغي 9q22.3 (حذف صغير)                                        |      | ميتوبيك        |                            | نفس السمات المميزة لمتلازمة جورلين بما في ذلك ضخامة الراس | [ 122 ] |
| متلازمة اختلال الصيغة الصبغية المنوعة الفسيفسائية                      |      |                | انحناء الرأس               | صغر الرأس                                                 | [ 123 ] |
| داء الشحم المخاطي من النوع الثاني                                      |      |                | مثلث الرأس                 |                                                           | [ 124 ] |
| متلازمة ميونكي                                                         |      | أكليلي         | الرأس القصيرة الرأس الزاحف | ضخامة الرأس                                               | [ 125 ] |
| التشوهات الخلقية المتعددة - متلازمة النمو العصبي X المرتبطة بالكرموسوم |      | ميتوبك         |                            | ضخامة الرأس أو صغر الرأس                                  | [ 126 ] |

## ن
| حالة                                                                                                   | صورة   | الغرز المتأثرة | شكل الجمجمة  | ملحوظات             | مصادر   |
| --- | ------ | -------------- | ------------ | ------------------- | ------- |
| اضطراب النمو العصبي مع صغر الرأس والنوبات وضمور الدماغ (NEDMISB)                                       |        |                |              | صغر الرأس           | [ 127 ] |
| اضطراب النمو العصبي مع ضعف الكلام والوجه المشوه (NEDSID)                                               |        |                |              | ضخامة الرأس         | [ 128 ] |
| اضطراب النمو العصبي - تشوه الوجه والجمجمة - عيب خلقي في القلب - متلازمة خلل تنسج الورك بسبب طفرة نقطية | </img> |                | انحناء الرأس |                     | [ 129 ] |
| اضطراب يشبه متلازمة نونان مع شعر متساقط في طور النمو ( PPP1CB )                                        |        |                |              | ضخامة الرأس (نسبية) | [ 130 ] |

## ا
| حالة                                                                           | صورة | الغرز المتأثرة | شكل الجمجمة                | ملحوظات                                                                   | مصادر   |
| ------------------------------------------------------------------------------ | ---- | -------------- | -------------------------- | ------------------------------------------------------------------------- | ------- |
| السمنة - التهاب القولون - قصور الغدة الدرقية - تضخم القلب - متلازمة تأخر النمو |      |                |                            | وُصف في شقيقين، توفي أحدهما خلال شهر من ولادته.                            | [ 131 ] |
| خلل التنسج العظمي الغضروفي                                                     |      |                | جمجمة على شكل ورقة البرسيم | مظهر الجمجمة على شكل ورقة البرسيم الخفيفة أقرب إلى الجمجمة ذات شكل البرج. | [ 132 ] |
| تصلب العظام من نوع ستانيسكو                                                    |      |                | قصر الرأس                  | صغر الرأس                                                                 | [ 133 ] |
| تصلب العظام - تأخر النمو - متلازمة التحام الدروز المبكر                        |      |                | قصر الرأس                  | ضخامة الرأس؛ تم وصفها في 13 مريضًا من عائلة مكونة من أربعة أجيال.          | [ 134 ] |

## ص
| حالة                                                    | صورة | الغرز المتأثرة | شكل الجمجمة                                   | ملحوظات                                                                   | مصادر   |
| ------------------------------------------------------- | ---- | -------------- | --------------------------------------------- | ------------------------------------------------------------------------- | ------- |
| متلازمة بارنتي-مينيو العصبية التنموية                   |      |                |                                               |                                                                           | [ 135 ] |
| متلازمة بيترز بلس                                       |      |                |                                               | ضخامة الرأس أو صغر الرأس                                                  | [ 136 ] |
| متلازمة فايفر                                           |      | إكليلي         | جمجمة قصيرة الرأس، جمجمة على شكل ورقة البرسيم | يصنف أيضًا على أنه من النوع الخامس من متلازمة ازدواج الرأس وترابط الأصابع. | [ 137 ] |
| متلازمة بوتوكي شافر                                     |      |                | رأس قصير، رأس متقوس                           |                                                                           | [ 138 ] |
| متلازمة ضمور الشحم الشحمي الشبيه بالشيخوخة والمارفانويد |      |                | تزحلق الرأس                                   | ضخامة الرأس                                                               | [ 139 ] |
| اعتلال عضلي متعدد شبيه بالهيرلر                         |      |                |                                               |                                                                           | [ 140 ] |

## ر
| حالة                        | صورة | الغرز المتأثرة | شكل الجمجمة          | ملحوظات                                            | مصادر   |
| --------------------------- | ---- | -------------- | -------------------- | -------------------------------------------------- | ------- |
| متلازمة رينهوف              |      |                | قِصَر الرأس، قِصَر الرأس | يتم تصنيفها عادة على أنها من النوع 5 من كنيسة LDS. | [ 141 ] |
| متلازمة روبرتس-SC فوكوميليا |      |                | قصر الرأس            | صغر الرأس                                          | [ 142 ] |
| متلازمة روبينو-سوراوف       |      | بانسينوستوزيس  | تشوه الرأس           | تم تصنيفها الآن على أنها نوع من SCS.               | [ 143 ] |

## س
| الحالة                                                                              | صورة | الغرز المتأثرة | شكل الجمجة                  | ملاحظات                                                                          | مصادر                   |
| ----------------------------------------------------------------------------------- | ---- | -------------- | --------------------------- | -------------------------------------------------------------------------------- | ----------------------- |
| متلازمة سيثر شوتزين                                                                 |      | أكليلي         | راس قصير رأس مضاعف رأس مائل | تأخر اغلاق الخيوط يصنف على أنه من متلازمة "التواء الراس والأصابع" النوع الثالث   | [ 144 ]                 |
| متلازمة سالدينو ماينزر                                                              |      |                | الرأس الزورقي الرأس المثلثي | صغر الرأس                                                                        | [ 145 ]                 |
| متلازمة شبرينتزن جولدبرج                                                            |      |                | إنحناء الرأس قصر الرأس      | صغر الراس                                                                        | [ 146 ]                 |
| SLC39A8-CDG                                                                         |      |                |                             |                                                                                  | [ 147 ]                 |
| خلل تنسج الفقرات المشاشية - نوع نيشيمورا                                            |      |                |                             |                                                                                  | [ 148 ]                 |
| تشوهات في بنية الدماغ مع ضعف النمو العقليوانفصال القحف المبكر                       |      | أكليكي         | قصر الراس                   | صغر الرأس                                                                        | [ 149 ]                 |
| متلازمة سوميت                                                                       |      |                | أوكسيسيفالي                 | اخر تقرير تم الابلاغ عنه في 1979، ويصنف الآن على أنه احد متغيرات متلازمة كاربنتر | [ 150 ] [ 151 ] [ 152 ] |
| (2q35 التصاق الأصابع من تكرار النوع الأول                                           |      | سهمي           |                             |                                                                                  | [ 153 ]                 |
| \| متلازمة التصاق الأصابع - التواء الإبهام - التشوهات الشرجية التناسلية والكلوية \| |      |                |                             |                                                                                  | [ 154 ]                 |
| متلازمة التصاق الأصابع - التواء الإبهام - التشوهات الشرجية التناسلية والكلوية       |      |                |                             |                                                                                  |                         |

## ت
| حالة                              | صورة | الغرز المتأثرة | شكل الجمجمة                | ملحوظات                                | مصادر                   |
| --------------------------------- | ---- | -------------- | -------------------------- | -------------------------------------- | ----------------------- |
| خلل التنسج المميت                 |      |                | جمجمة على شكل ورقة البرسيم | ضخامة الرأس                            | [ 155 ] [ 156 ] [ 157 ] |
| متلازمة تولشين-لو كاينيك          |      |                | انحناء الرأس، انحناء الرأس | محيط الرأس كبير                        | [ 158 ]                 |
| مثلث الرأس ( FGFR1 )              |      |                | مثلث الرأس                 | صغر الرأس؛ وعادة ما يعتبر غير متلازمي. | [ 159 ]                 |
| مثلث الرأس ( FREM1 )              |      |                | مثلث الرأس                 | صغر الرأس؛ وعادة ما يعتبر غير متلازمي. | [ 160 ]                 |
| متلازمة مثلث الرأس-الإبهام العريض |      |                | مثلث الرأس                 | موصوفة بالأم والابن.                   | [ 161 ]                 |

## ف
| حالة                      | صورة | الغرز المتأثرة | شكل الجمجمة | ملحوظات | مصادر   |
| ------------------------- | ---- | -------------- | ----------- | ------- | ------- |
| متلازمة فان دن إندي جوبتا |      |                | تزحلق الرأس |         | [ 162 ] |

## ز
| حالة                 | صورة | الغرز المتأثرة | شكل الجمجمة | ملحوظات                     | مصادر   |
| -------------------- | ---- | -------------- | ----------- | --------------------------- | ------- |
| متلازمة زيد تي تي كي |      |                |             | ضخامة الرأس (قد تكون نسبية) | [ 163 ] |